# Хорупань
Хо́рупань — село в Україні, у Бокіймівській сільській громаді Дубенського району Рівненської області. Населення становить 800 осіб.

## Географія
Село розташоване на лівому березі річки Ікви.

## Історія та сучасність
Перша письмова згадка про село датується 1566 роком. Вона зафіксована в скарзі пана Яна Монтовта, власністю якого був Хорупань, про крадіжку у нього худоби. В 1837 році половина населеного пункту знищена пожежею, внаслідок чого будинки залишилися розкиданими без порядку.
У 1890 році в Хорупані було 46 дворів, проживало 546 жителів. Далі ситуація змінювалася таким чином:
- 1909 р. — 173 двори, 273 чоловіка,
- 1959 р. — 287 дворів,1082 жителів,
- 1978 р. — 296 дворів, 1120 жителів.

У 1906 році село Млинівської волості Дубенського повіту Волинської губернії. Відстань від повітового міста 8 верст, від волості 6. Дворів 102, мешканців 1032.
На початку ХХ ст. Хорупань належав графу Ходкевичу.
7 (20) листопада 1917 року, відповідно до Третього Універсалу Української Центральної Ради, увійшло до складу Української Народної Республіки.
У 1939 році в селі було відкрито школу, побудовану на кошти селян. Учнями стало відразу 110 дітлахів.
Важким тягарем лягли на Хорупань роки Другої світової війни: 170 місцевих жителів були учасниками війни. Серед них: Федюк П. П., Ковальчук О. Н., Шендера С. Я., Андрієнко О. В.. 35 юнаків і дівчат вивезено на роботи до Німеччини. Остаточно Хорупань був визволений від нацистів 17 березня 1944 року.

## Населення

### Мова
Розподіл населення за рідною мовою за даними перепису 2001 року:
| Мова       | Кількість | Відсоток |
| ---------- | --------- | -------- |
| українська | 796       | 99.38%   |
| російська  | 3         | 0.38%    |
| білоруська | 1         | 0.12%    |
| румунська  | 1         | 0.12%    |
| Усього     | 801       | 100%     |

## Органи влади
До 2016 — адміністративций центр Хорупанської сільської ради. У підпорядкуванні сільської ради були села: Аршичин, Пекалів, М'ятин, Головчиці.

Сільський голова — Андрієнко Василь Васильович (2015 рік).
12 червня 2020 року, відповідно до розпорядження Кабінету Міністрів України № 722-р від «Про визначення адміністративних центрів та затвердження територій територіальних громад Рівненської області», увійшло до складу Бокіймівської сільської громади.
19 липня 2020 року, в результаті адміністративно-територіальної реформи та ліквідації Млинівського району, село увійшло до складу Дубенського району.

## Підприємства
ТзОВ «СБЕ Україна-Рівне»

## Освіта
- Хорупанська загальноосвітня школа І-ІІ ступенів
- Заклад дошкільної освіти дитячий ясла-садок «Лелека»

## Культура
- Будинок культури села Хорупань
- Публчно-шкільна бібліотека села Хорупань

1944 року в селі було відкрито першу хату-читальню (з фондом у 300 примірників), яка в 1949 році стала бібліотекою.
У 1964 році в селі відкрито новий будинок культури, в якому для бібліотеки виділено дві кімнати.
У 1991 році бібліотеку перенесено до приміщення сільської ради, де вона знаходиться й нині. Фонд бібліотеки нараховував понад 11 тисяч примірників.
У вересні 2002 року було проведено реорганізацію бібліотечної системи: сільську бібліотеку було об'єднано із шкільною.
Сьогодні публічно-шкільна бібліотека обслуговує 520 користувачів, з них 80 дітей. Фонд бібліотеки нараховує понад 17 тисяч примірників. Бібліотека розміщена у двох приміщеннях: сільської ради та школи.

## Медицина
Фельдшерсько-акушерський пункт села Хорупань.

## Релігія
Церква Святої Трійці 1743 року належить до Української православної церкви Київського патріархату. Настоятель прот. Олександр Романюк.

## Уродженці села
1. Радчук Зоя Володимирівна — кандидат медичних наук, лікар першої категорії
2. Майструк Оксана Анатоліївна — кандидат медичних наук, заслужений лікар України